# Klopdokter
Klopdokter, pseudoniem van Bas Ockeloen (Rotterdam, 24 juni 1981), is een Nederlandse rapper. Hij staat bekend om zijn MC-battles en improvisatieraps. Zijn bijnaam is 'Koning Freestyle'. 

## Biografie
Bas wordt in 1981 geboren in Rotterdam. Vanaf zijn veertiende speelt hij in verschillende hardcore metalbands waar hij de leadgitaar en zang voor zijn rekening neemt. Langzaam verandert de muziekstijl van metal naar crossover, tot er uiteindelijk alleen maar hiphop wordt gemaakt. Klopdokter besluit verder te gaan als solo-artiest.
In 1998 wordt hij tweede tijdens de landelijke talentenshow Kunstbende. Vanaf dat moment volgen veel optredens door het hele land. Al snel staat hij bekend als één van de beste freestylerappers (improviserend rappen) van Nederland.
Klopdokter besluit zich te richten op freestyle battlerap. De jaren daarop wint hij het ene toernooi na het andere. Zo verslaat hij grootheden als Raymzter, Excellent, Tim en Negativ. Als hoogtepunt weet hij de landelijke rapbattlewedstrijd Geen Daden Maar Woorden twee keer op rij te winnen.
Vanaf 2004 verzorgt Klopdokter de back-up vocalen van Extince tijdens de 2e Jeugd tour. Sinds 2010 is hij vast jurylid bij punchoutbattles. 

## Discografie

### Albums
- 2000 - In de huis (demo)
- 2001 - Freestyles en andere onzin

### Overig werk
- 2002 - Nederlandsch trots (verzamelalbum; bijdrage: Klopdokter - Mathenesserlaan)
- 2003 - Down into hiphop 2 (verzamelalbum; bijdrage: Klopdokter - Hemelpoort)
- 2004 - Extince - 2e Jeugd (album; te horen in "Zure overval")
- 2004 - ADHD - ADHD (album; te horen in "Iller in mij")
- 2005 - What's da Flavour (verzamelalbum; bijdrage: Klopdokter - De Praktijk)
- 2005 - Patta Mixtape (verzamelalbum; bijdrage: Klopdokter - Mogguh)